# 上海棋院
上海棋院又名上海市棋牌运动管理中心，是中華人民共和國第一家棋藝機構，位於上海，由上海市體育局領導，負責管理上海市象棋队、上海市围棋队、上海市国际象棋队以及《围棋月刊》社。

## 历史
上海棋院成立於1960年。當時名為上海棋社，位於吴兴路87号。1975年一度改名上海市棋社。1995年，上海棋社更名為上海棋院。2017年6月，位於南京西路595号的上海棋院新大楼投入使用。新大楼内有近1000平方米的中國首家综合性上海棋牌文化博物馆。